# Huesca (pokrajina)
Huesca je španjolska provincija, u zapadnom dijelu autonomne zajednice Aragonija. Provincija ima površinu od 15.626 km2 i ima 224.909 stanovnika. (1. siječnja 2014.) Središte provincije je istoimeni grad Huesca. 
U pokrajini se nalazi i najviša planina Pireneja, Aneto.